# Ehrenbach (Wiesent)
Der Ehrenbach ist ein knapp elf Kilometer langer linker Zufluss der Wiesent in der Fränkischen Schweiz im bayerischen Oberfranken. 

## Name
Erste Erwähnung findet der Fluss 1007 als Arihinbach. Der Name enthält vermutlich das ahd. Wort arah, das eine Vorrichtung zum Fischfang beschreibt.

## Geografie

### Quellbäche
Der Bach entsteht weniger als einen Kilometer östlich von Leutenbach-Oberehrenbach aus dem Zusammenfluss von rechtem Herrgottsgraben und linkem Haidgraben.

#### Herrgottsgraben
Der rechte Herrgottsgraben entspringt auf 483 m ü. NHN an einer beginnenden engen Waldtalmulde südwestlich und zu Füßen des Waldgewanns Breitenlohe des Ortes Haidhof, welcher etwa einen Kilometer nordöstlich der obersten Quelle auf einem Geländesattel zwischen dem Haidhofer Schlossberg (569 m) im Norden und dem Leitsberg (570 m) im Süden liegt. Der Bach fließt in sich schnell einsenkender Talmulde nach Südwesten, nimmt am unteren Hangwaldrand einen Zufluss von links vom Klinger- oder Steinwegbrunnen auf, gleich darauf noch einen weiteren kleinen Klingen-Zufluss aus dem Osten schon in der offenen Flur. Er ist mit 760 m der etwas längere Quellbach.

#### Haidgraben
Die Quelle des ungefähr 660 m langen linken Haidgrabens liegt nordöstlich von Rangen in einer nordwestlich laufenden Waldklinge nahe dem Kreuz am Steigenkopf der Kreisstraße FO 14. Östlich von Oberehrenbach vereinigt er sich mit dem Herrgottsgraben zum Ehrenbach.

### Verlauf
Nach seiner Entstehung läuft der Ehrenbach zunächst westwärts nach und durch Oberehrenbach, ändert dann seine Fließrichtung in einem Rechtsbogen nach Norden und durchquert dabei die Orte Mittelehrenbach, Dietzhof und Leutenbach. Zwischen Mittelehrenbach und Dietzhof fehlt ihm dabei linksseitig die Talwand. In Leutenbach mündet ihm von rechts der Moritzbach aus einem Tal unterhalb von Ortspitz zu, der aus mehreren Karstquellen gespeist wird und Kalktuff sedimentiert. Der Ehrenbach trennt ab dort den kleinen Bergstock Ehrenbürg zur Linken, einen Zeugenberg, von der restlichen Fränkischen Schweiz im Osten, von deren Hangabfall ihn aus Richtung des Katzensteins der Eschenbach erreicht. In leichter Linkskehre hinaus ins breite Wiesent-Tal erreicht und durchquert er dann noch Kirchehrenbach, wonach er von links und Süden in der flachen Flussaue in den Wiesent-Mühlbach mündet, einen linken Arm der Wiesent, gleich nachdem er die Bahnstrecke Ebermannstadt-Forchheim unterquert hat.

### Zuflüsse
Zuflüsse vom Ursprung zur Mündung. Längen und Einzugsgebiete abgemessen auf dem Bayernatlas.
- Herrgottsgraben, rechter Oberlauf, ca. 0,5 km und ca. 1,8 km²
- Haidgraben, linker Oberlauf, ca. 0,7 km und ca. 1,7 km²
- Moritzbach, von rechts in Leutenbach, ca. 2,0 km und ca. 5,0 km²
- Seebach, von rechts in Leutenbach, ca. 1,0 km und ca. 2,2 km²
- Eschenbach, von rechts gegenüber dem Ehrenbürg, ca. 1,4 km und ca. 1,0 km²

### Flusssystem Wiesent
- Fließgewässer im Flusssystem Wiesent